# Pølsemannen

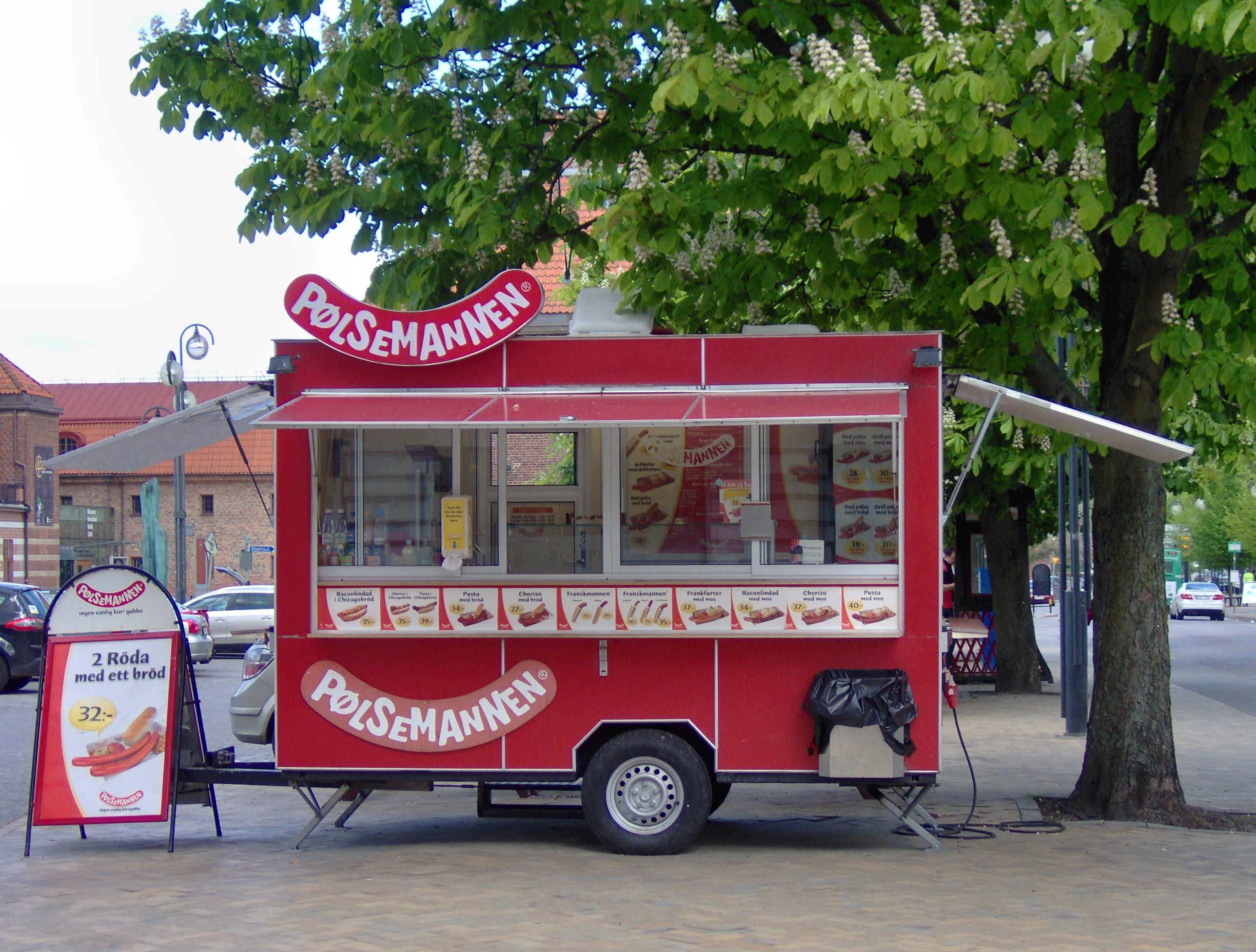

Pølsemannen är ett svenskt företag inriktat på försäljning av korv genom franchisetagare. Pölsemannen har funnits sedan 1986 och grundades av Ljubo Mrnjavac och Pontus Hemby.
Pölsemannen första enhet startade vid NK HUSET i Malmö och Pölsemannens första franchisetagare startade i Eslöv i december 1987.
En viktig händelse i Pölsemannens historia var när Pölsemannen 1993 lyckades få den röda korven godkänd i Sverige efter ett politiskt möte i Lofoten (Norge) mellan Carl Bildt och Poul Nyrup Rasmussen. 